# FC Oremburgo
El FC Oremburgo (del ruso: Футбольный клуб Оренбург) es un club de fútbol ruso de la ciudad de Oremburgo. Fue fundado en 1976, disputa sus partidos como local en el Estadio Gazovik y compite en la Primera División de Rusia.

## Palmarés
- Primera División de Rusia: 2

2015-16, 2017-18.